# Georg Abbt
Georg Abbt (* 25. Mai 1716 in St. Gallen; † 3. Oktober 1757 ebenda) war ein Schweizer evangelischer Geistlicher. 

## Leben
Georg Abbt war der Sohn des Pfarrers Ulrich Abbt und dessen Ehefrau Catharina, geb. Zollikofer.
Seine anfängliche theologische Ausbildung erhielt er bei seinem Vater sowie beim Diakon Bartholome Wegelin (1683–1757) in St. Gallen. Nach seiner Aufnahme in das St. Galler Pfarrkollegium 1738 war er als Hauslehrer tätig. 
1744 wurde er Archidiakon in Mollis, kam aber 1745 wieder nach St. Gallen-Linsebühl als Sonntagabend-Prediger. Wenn er predigte, war nicht nur die Kirche überfüllt, sondern von aussen drängten sich die Bürger mit Leitern an den Fenstern, um ihn zu hören.
1752 wurde er Spitalpfarrer in St. Gallen und ab 1753 war er Sonntagabend-Lehrer der Stadt.
Georg Abbt heiratete am 9. November 1745 Sara Zollikofer, Tochter von Josef Zollikofer. Gemeinsam hatten sie drei Kinder:
- Ottilia Abbt (* 1. Februar 1747; † 1814)
- Barbara Abbt (* 6. Januar 1752: † 8. September 1826), verheiratet mit dem Goldschmied David Stähelin
- Judith Abbt (* 30. Mai 1755; † 1757)

### Geistliches Wirken
Georg Abbt entwickelte eine Neigung zum kirchlichen Separatismus und war das Haupt der St. Galler Mystiker.